# アン・ヴェネマン
アン・マーガレット・ヴェネマン（英語：Ann Margaret Veneman、1949年6月29日 - ）は、アメリカ合衆国の政治家。ジョージ・W・ブッシュ政権で第27代アメリカ合衆国農務長官を務めた。2005年5月1日にキャロル・ベラミーの後任として、第5代国際連合児童基金事務局長に就任した。

## 生い立ちと教育
1949年6月29日にカリフォルニア州モデストの桃農家において誕生した。父親は保健教育福祉次官を務めたジョン・ヴェネマンであった。ヴェネマンはカリフォルニア大学デービス校で政治学学士号を取得し、続いてカリフォルニア大学バークレー校公共政策大学院で公共政策学修士号を取得した。またカリフォルニア大学ヘイスティングス・ロー・スクールで法務博士を取得した。

## 経歴
アン・ヴェネマンは世界最大の組換え作物メーカーのモンサント社に買収されたカルジーン社の元重役として遺伝子組み換え農産物を世界中にバラまくことに尽力した。
その後は農務長官として「貿易自由化の推進で穀物価格を下げて貧困層にも食べ物を」と言い、アメリカの穀物ダンピング輸出を推して穀物市場を荒らすことに手を貸す。そのために途上国の農場（外国資本を含む）では穀物を作っても高く売れず、農場で働いても賃金にならないなどの問題が起きており、それによって貧困はますます進むことになった。そしてその作物はGM（遺伝子組み換え作物）であり、在来種との交配が懸念されており、世界各国の在来種作物の存在を脅かしている。その上彼女の言う易自由化政策はアメリカ国内産業の空洞化・衰退を招き、自国民の多くから収入や職を奪っているとの批判を招いた。

## 訪日
2009年10月6日にユニセフ事務局長として訪日し、『G8の中で日本とロシアだけが子供ポルノの単純所持を禁止していない』として日本政府に児童ポルノ単純所持規制の法制化を要請し、表現の自由への抵触については『子供に危害を与えるものならば、その表現の自由は制限されるべきだ』と表明した。 
2010年にユニセフ事務局長を退任した。